# Koningshoeven (buurtschap)
Koningshoeven is een buurtschap in de gemeente Tilburg in de Nederlandse provincie Noord-Brabant. Het ligt ten zuidoosten van de stad Tilburg, bij de gelijknamige straat Koningshoeven en de IJsclubweg. De straat verbindt Tilburg met de abdij Koningshoeven.
Noord-Brabant: Steden en dorpen      Nederland: Provincies · Gemeenten